# ۲۸ شعبان
۲۸ شعبان، بیست و هشتمین روز از ماه شعبان در تقویم هجری قمری است.
در تقویم هجری قمری قراردادی این روز دویست و سی و پنجمین روز سال است.

## وقایع
- درگذشت نویسنده شهیر ابوالقاسم حالت (۱۳۷۱ه . ش)

## زادروزها
- ۱۲۸۴ - توفیق فکرت شاعر تُرکی عثمانی

## مرگ‌ها
- ۹۰۲ - شمس‌الدین سخاوی